# Ruisseau de Guirande
Le ruisseau de Guirande est une rivière du département Lot, en France affluent du Célé sous-affluent du Lot donc sous-affluent de la Garonne.

## Géographie
De 10,7 km de longueur, le ruisseau de Guirande prend sa source sur la commune de Montredon dans le département du Lot et se jette dans le Célé sur la commune de Linac.

## Département et communes traversées
- Lot : Linac, Bagnac-sur-Célé, Saint-Jean-Mirabel, Montredon, Felzins.

## Principaux affluents
- Ruisseau Nègre : 2,7 km
- Ruisseau des Fargues  : 3,7 km
- Ruisseau de Cirganiol : 3,4 km